# マイケル・ゴールデンバーグ
マイケル・ゴールデンバーグ（Michael Goldenberg、1965年 - ）は、アメリカ合衆国の映画監督・脚本家。

## 経歴
1996年の映画『マンハッタン花物語』で監督・脚本デビューを果たす。
2007年には、映画『ハリー・ポッター』シリーズの第5作で、スティーヴ・クローヴスが降板したために脚本家に抜擢された。

## フィルモグラフィ
- マンハッタン花物語 Bed of Roses (1996) - 監督・脚本
- コンタクト Contact (1997) - 脚本
- ピーター・パン Peter Pan (2003) - 脚本
- ハリー・ポッターと不死鳥の騎士団 Harry Potter and the Order of the Phoenix (2007) - 脚本
- グリーン・ランタン Green Lantern (2011) - 脚本